# Aleksandar Bjelica
Aleksandar Bjelica (in serbo Александар Бјелица?; Vrbas, 7 giugno 1994) è un calciatore serbo, difensore del Koninklijke HFC.

## Carriera

### Club
Ha esordito con l'Utrecht in Eredivisie nella stagione 2013-2014.